# Sungai Brunei
Sungai Brunei – rzeka w zachodniej części Brunei uchodząca do zatoki Teluk Brunei. Nad rzeką, około 14 km od ujścia do zatoki, położona jest stolica sułtanatu – Bandar Seri Begawan.